# 鲁道夫·菲凯森
鲁道夫·菲凯森（德語：Rudolf Fickeisen，1885年5月15日—1944年7月22日），生于特里普施塔特，德国男子赛艇运动员。他曾代表德国参加1912年夏季奥林匹克运动会赛艇比赛，获得一枚金牌。